# Bouchfaa
Bouchfaa (àrab بوشفاعة) és una comuna rural de la província de Taza de la regió de Fes-Meknès. Segons el cens de 2014 tenia una població total de 10.724 persones.